# Kuningasjätkä
Kuningasjätkä é um filme de drama finlandês de 1998 dirigido e escrito por Markku Pölönen. Foi selecionado como representante da Finlândia à edição do Oscar 1999, organizada pela Academia de Artes e Ciências Cinematográficas.

## Elenco
- Pertti Koivula — Tenho
- Simo Kontio — Topi
- Esko Nikkari — Hannes
- Anu Palevaara — Hilkka
- Peter Franzén — Kottarainen